# Paleontologie
Paleontologie (Oudgrieks: παλαιός palaios, "oud", ὄν, on, "wezen") is de wetenschap die fossiele resten of sporen van organismen opspoort en bestudeert, om aan de hand daarvan de evolutie van het leven op aarde in het geologisch verleden te reconstrueren. Een beoefenaar van deze wetenschap is een paleontoloog.
De paleontologie probeert daarnaast ook de verwantschap van nu levende organismen met uitgestorven soorten vast te stellen. Zij bestudeert van uitgestorven soorten hun leefomgeving of paleomilieu, en hun plaats in hun toenmalige ecosysteem, het vakgebied van de paleo-ecologie. De opeenvolging van gevonden fossielen wordt gebruikt om de ouderdom van afzettingen en de evolutionaire ontwikkeling van het leven te bepalen.
Naast geheel of gedeeltelijk bewaard gebleven fossiele resten van de organismen zelf, worden ook hun achtergelaten sporen bestudeerd. Onder 'sporen' wordt alles verstaan wat een organisme, zowel actief als passief, maakt of achterlaat. Hieronder vallen graafgangen, kruipsporen, boorgaten, pootafdrukken, holen, nesten, coprolieten (uitwerpselen). Tezamen worden dit ichnofossielen genoemd. De studie die zich hierop toelegt is de ichnologie.
De paleontologie raakt aan vele andere vakgebieden, zoals de biologie, geologie, scheikunde, natuurkunde en astronomie. Paleontologen verrichten zowel veldwerk als laboratoriumwerk (het vergaren, prepareren, analyseren en determineren van fossiele resten).

## Vakgebieden
Binnen de paleontologie worden twee vakgebieden onderscheiden: de paleobotanie legt zich toe op fossiele planten, de paleozoölogie bestudeert het fossiele dierlijk leven. Deze vakgebieden zijn ieder onderverdeeld in specialisaties waarin een enkele groep organismen bestudeerd wordt. Zo bestudeert de paleomalacologie de fossiele weekdieren.
Naast bovenstaande indeling is er een tweede indeling, die uitgaat van de praktische hulpmiddelen die nodig zijn voor paleontologisch onderzoek. Onderzoek aan microscopisch kleine resten van plantaardige of dierlijke organismen gebeurt met een sterk vergrotende microscoop: het domein van de micropaleontologie. Voor fossiele resten die met het blote oog waarneembaar zijn is een zwak vergrotende loep meestal voldoende: het domein van de macropaleontologie.

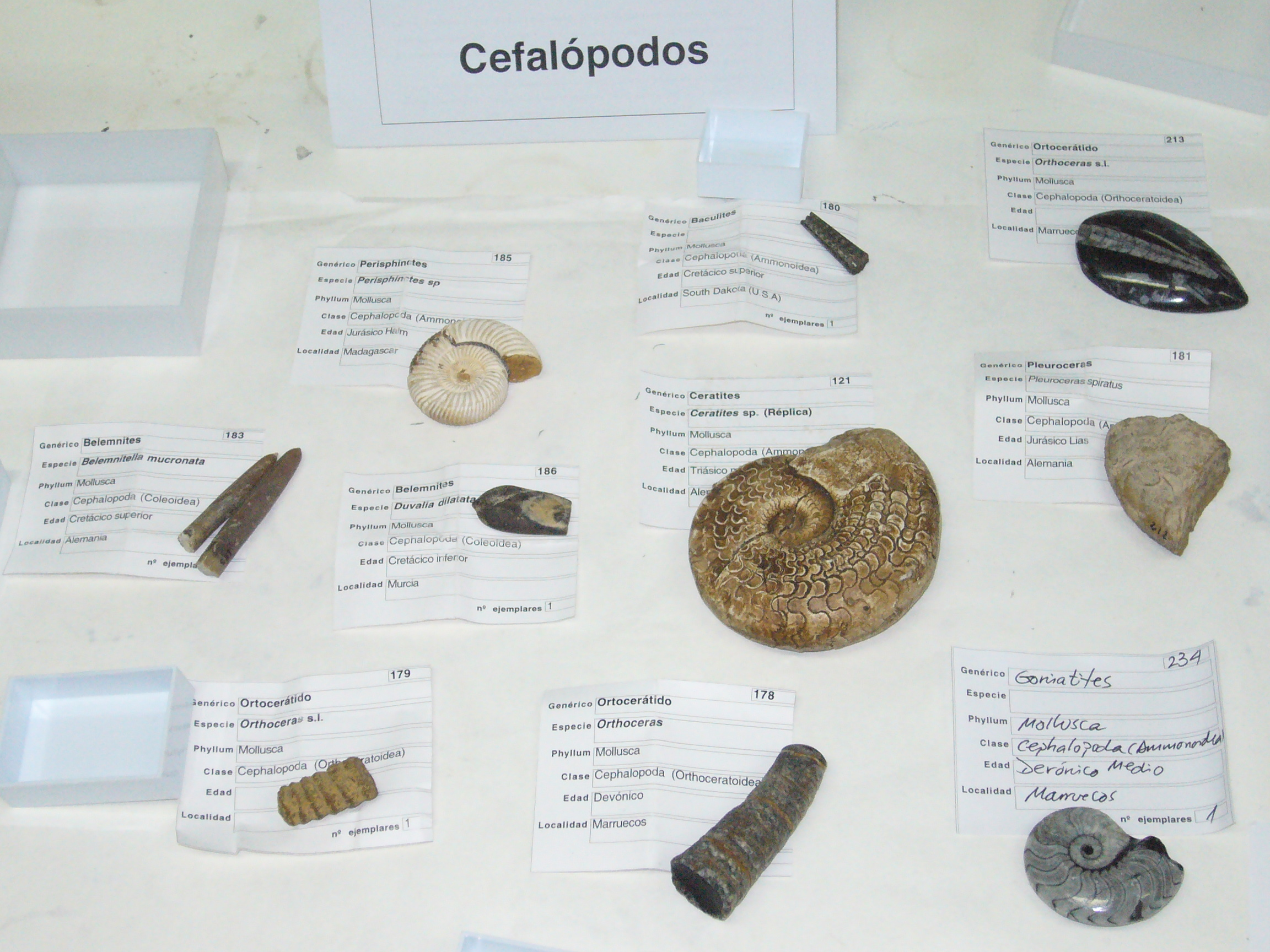
Fossiele cephalopoden

## Fossielen
Een bewaard gebleven overblijfsel van een organisme wordt een fossiel genoemd. Hoe fossielen ontstaan en bewaard blijven, wordt bestudeerd door de tafonomie.

## Toepassingen van fossielen

### Datering en stratigrafie
De paleontologie draagt in belangrijke mate bij aan de geologische datering van aardlagen. In de 19e en het grootste deel van de 20e eeuw was het daartoe ook de belangrijkste bron. In de tweede helft van de 20e eeuw is deze rol gedeeltelijk overgenomen door de mogelijkheid om absolute ouderdomsbepalingen aan aardlagen (of fossielen) te doen en door andere chemische en fysische methoden. De bijdrage van de paleontologie aan ouderdomsbepaling is echter nog steeds groot.
Het indelen van aardlagen op de erop voorkomende fossielen wordt biostratigrafie genoemd.

### Paleo-ecologie
Paleo-ecologie is het bestuderen van fossielen ten behoeve van de reconstructie van het voormalige, plaatselijke paleomilieu en het paleoklimaat waarin een aardlaag werd afgezet. 
Biogeologie is de studie van de wederzijdse beïnvloeding van de biosfeer en de lithosfeer.

### Evolutiebiologie
Door de vergelijking van fossielen kan de evolutie van een bepaalde soort organisme nauwkeurig in kaart gebracht worden. Dit kan informatie opleveren over de manier waarop evolutie van soorten plaatsvindt. De verschillende theorieën en hypothesen hierover worden samen de evolutietheorie genoemd. De wetenschap die zich bezighoudt met het bestuderen van de biologische evolutie en de mechanismen waarmee dit plaatsvindt is de evolutiebiologie.